# 10cc in Concert
10cc in Concert is een livealbum van 10cc. De opnamen werden gemaakt voor het Amerikaanse radioprogramma King Biscuit Flower Hour. Er zijn een hoop onduidelijkheden omtrent dit album, mede doordat het bijgeleverde boekwerkje veel fouten bevat.
Er mag van uitgegaan worden dat het opnamen bevat van het concert dat 10cc op 26 november 1975 gaf in het Santa Monica Civic Center te Santa Monica. Het album bevat alleen nummers die voorkomen op de langspeelplaten 10cc en Sheet Music. Er werden wel nummers van latere albums gespeeld doch die werden niet op het album gezet. Het album laat dan ook een meer rockachtige 10cc horen dan de progressieve rockband van de albums The Original Soundtrack en How Dare You!.

## Musici
- Eric Stewart – zang, gitaar en waarschijnlijk ook elektrische piano
- Graham Gouldman – zang, basgitaar
- Lol Creme – zang, gitaar en toetsinstrumenten
- Kevin Godley, slagwerk, zang
- Paul Burgess – slagwerk (hij ontbreekt in het boekwerk)

## Tracklist
| Nr. | Titel                                        | Duur  |
| --- | -------------------------------------------- | ----- |
| 1.  | Intro                                        | 1:33  |
| 2.  | Silly Love                                   | 4:27  |
| 3.  | Baron Samedi (met aankondiging Burgess)      | 8:59  |
| 4.  | Old Wild Men                                 | 5:02  |
| 5.  | The Sacro Iliac                              | 2:44  |
| 6.  | Somewhere in Hollywood                       | 7:06  |
| 7.  | Donna                                        | 3:37  |
| 8.  | Ships Don’t Disappear in the Night, Do They? | 5;15  |
| 9.  | The Worst Band in the World                  | 3:37  |
| 10. | The Wall Street Shuffle                      | 3:58  |
| 11. | Rubber Bullets                               | 12:07 |

## Fouten boekwerkje
Het boekwerkje bevat veel onjuistheden. Het begin direct met de datum van opname. De achterkant van de hoes vermeldde als opnamedatum 11 november 1975; 10cc bevond zich toen tussen Milwaukee en Vancouver; Santa Monica ligt geheel uit de route. In het boekwerkje werd november 1974 genoemd; toen was 10cc niet in de Verenigde Staten. Het touroverzicht vermeldde de datum 26 november; 10cc bevond zich toen tussen San Francisco, Fresno en Phoenix (Arizona), relatief in de buurt van Santa Monica. Het boekwerkje bevat overigens een gedeeltelijke playlist van het concert van 26 november.
In het boekwerkje werd Lol Creme aangeduid als de bassist van de band; Creme heeft nooit basgitaar gespeeld. Paul Burgess wordt tijdens het concert aangekondigd maar ontbreekt voor de rest in overzichten. Het album Sheet Music zou geen hits bevatten; "The Wall Street Shuffle" van dat album is een van de grootste hits van de band. 10cc toerde gedurende de jaren 80; de band was toen grotendeels inactief. Stewart zat toen in de band van Paul McCartney; Gouldman zat in Wax.
Bovengenoemde misvattingen zijn waarschijnlijk ontstaan doordat de uitgifte van het album begeleid is door Jonathan King, de platenlabelmanager van 10cc ten tijde van de eerste twee albums. De band was echter overgestapt naar Mercury Records.
Graham Gouldman · Eric Stewart · Kevin Godley · Lol Creme

Paul Burgess · Rick Fenn · Stuart Tosh · Duncan Mackay · Tony O'Malley